# Duradens lignicola
Duradens lignicola — вид грибів, що належить до монотипового роду  Duradens.